# Woszczyneczka miękka
Woszczyneczka miękka (Ceriporiopsis mucida (Pers.) Gilb. & Ryvarden) – gatunek grzybów z rzędu żagwiowców (Polyporales).

## Systematyka i nazewnictwo
Pozycja w klasyfikacji według Index Fungorum: Ceriporiopsis, Meruliaceae, Polyporales, Incertae sedis, Agaricomycetes, Agaricomycotina, Basidiomycota, Fungi.
Gatunek ten opisał w 1796 roku Christiaan Hendrik Persoon, nadając mu nazwę Poria mucida. Obecną, uznaną przez Index Fungorum nazwę, nadali mu Robert Lee Gilbertson i Leif Ryvarden w 1985 r.
Ma 13 synonimów. Niektóre z nich:
- Agaricus mucidus (Pers.) E.H.L. Krause 1932
- Fibuloporia donkii Domański 1969
- Fibuloporia mucida (Pers.) Niemelä 1982
- Porpomyces mucidus (Pers.) Jülich 1982[2].

Gatunek ten opisywany był jako huba pleśniowata (Józef Jundziłł 1830), huba pleśniowa (Franciszek Błoński 1888), porak spleśniały (Karol Zaleski 1948), sprzążkownica miękka (Stanisław Domański 1965). W 1999 r. Władysław Wojewoda zaproponował polską nazwę woszczyneczka miękka. Nazwa ta jest spójna z nazwą naukową.

## Morfologia
Owocnik
Poliporoidalny, roczny, rozpostarty, o grubości do 3 mm, do podłoża słabo przyrośnięty. W stanie świeżym miękki, po wysuszeniu kruchy. Brzeg o zmiennej szerokości, czasem do 1 cm, o barwie od białej do jasnokremowej, błonkowaty, puszysto postrzępiony, często przechodzącym w białe ryzomorfy o grubości do 0,5 mm. Miąższ biały, bardzo cienki, gołym okiem ledwo dostrzegalny. Rurki o długości do 2 mm, a na pionowym podłożu do 4 mm i wówczas przeważnie w całości otwarte. Ostrza rurek gęsto biało orzęsione. Pory o średnicy 0,15–0,35 mm, w liczbie 3–6 na 1 mm, dość nieregularne, koliste lub wydłużone, czasami kanciaste.
Cechy mikroskopowe
System strzępkowy monomityczny. Strzępki generatywne ze sprzążkami, gładkie lub z drobnymi kryształkami, zwłaszcza na brzegu i u podstawy, o średnicy 2,5–4 µm. W hymenium brak cystyd i innych sterylnych elementów. Podstawki maczugowate, 4–sterygmowe, 13–16 × 4–6 µm, ze sprzążką w podstawie. Bazydiospory szeroko elipsoidalne do prawie kulistych, szkliste, gładkie, nieamyloidalne, 2,5–3,5(–4) × 2–2,5 µm.

## Występowanie i siedlisko
Występuje na wszystkich kontynentach poza Antarktydą. Najwięcej stanowisk podano w Europie, gdzie występuje na całym obszarze z wyjątkiem jej południowo-wschodnich regionów. W. Wojewoda w 2003 r. przytacza wiele stanowisk tego gatunku w Polsce. Bardziej aktualne stanowiska podaje także internetowy atlas grzybów. Znajduje się na Czerwonej liście roślin i grzybów Polski. Ma status R – gatunek rzadki, potencjalnie zagrożony z powodu ograniczonego zasięgu geograficznego i małych obszarów siedliskowych.
Nadrzewny grzyb saprotroficzny. Występuje w lasach na martwym drewnie drzew iglastych (sosna pospolita) i liściastych (grab, wiśnia ptasia, głóg, buk, dąb szypułkowy). Rozwija się przez cały rok. Powoduje białą zgniliznę drewna.